# Xanthoparmelia fumarafricana
Xanthoparmelia fumarafricana är en lavart som beskrevs av Elix. Xanthoparmelia fumarafricana ingår i släktet Xanthoparmelia och familjen Parmeliaceae.   Inga underarter finns listade i Catalogue of Life.